# Anniina Ahtosalo
Anniina Ahtosalo   (Tuusula, 27 d'agost de 2003) és una ciclista finlandesa de carretera, professional des del 2022 i que actualment corre per a l'equip Uno-X Mobility en categoria UCI Women’s WorldTeam.
Ha guanyat 4 cops els nacionals de ruta i contrarrellotge i el campionat europeu contrarellotge sub-23. Ha participat als Jocs Olímpics d'Estiu de 2024.

## Palmarès en ruta
- 2018
  -  Campiona de Finlàndia en ruta júnior
  -  Campiona de Finlàndia en contrarellotge júnior
- 2019
  -  Campiona de Finlàndia en ruta júnior
  -  Campiona de Finlàndia en contrarellotge júnior
- 2020
  -  Campiona de Finlàndia en ruta júnior
  -  Campiona de Finlàndia en contrarellotge júnior
- 2021
  -  Campiona de Finlàndia en ruta júnior
  -  Campiona de Finlàndia en contrarellotge júnior
  - 1a al Trofeu Alfredo Binda-Comune di Cittiglio júnior
- 2022
  -  Campiona de Finlàndia en ruta
  -  Campiona de Finlàndia en contrarellotge
- 2023
  -  Campiona de Finlàndia en ruta
  -  Campiona de Finlàndia en contrarellotge
- 2024
  -  Campiona d'Europa en contrarellotge sub-23
  -  Campiona de Finlàndia en ruta
  -  Campiona de Finlàndia en contrarellotge
  - 1a al Trofeu Maarten Wynants
- 2025
  -  Campiona de Finlàndia en ruta
  -  Campiona de Finlàndia en contrarellotge

### Resultats a les Grans Voltes

#### Giro d'Itàlia
- 2023. 124a posició
- 2025: 110a posició

#### Tour de França
- 2024. 81a posició

## Palmarès en ciclocròs
- 2020-2021
  -  Campiona de Finlàndia en ciclocròs
- 2022-2023
  -  Campiona de Finlàndia en ciclocròs